# Sokaremsaf
Sokaremsaf est un grand prêtre de Ptah qui aurait exercé son pontificat sous le règne de Séthi Ier, second pharaon de la XIXe dynastie.

## Généalogie
Sokaremsaf serait le fils de Ptahemhat Ty selon la généalogie d’Ânkhefensekhmet, prêtre de la XXIIe dynastie qui se réclame de ce lignage.
Selon cette généalogie Sokaremsaf aurait eu un fils nommé Netjerouyhotep qui lui aurait succédé au pontificat memphite.

## Carrière
De la carrière de Sokaremsaf nous ne connaissons que son rôle de grand prêtre à travers son titre de grand des chefs des artisans, titre qualifiant la plus haute fonction du clergé du dieu Ptah de Memphis.
L’existence de Sokaremsaf tout comme son titre ne sont attestés pour l’heure que par le relief généalogique de Berlin qui donne une succession de soixante prêtres avec leur nom et titres remontant aux débuts du Moyen Empire.
Cette unique attestation pose problème car aucun autre document au nom de ce grand prêtre n’a été mis au jour pour confirmer la place de ce prêtre, son ascendance tout comme sa descendance.
Certains égyptologues, comme Ludwig Borchardt ou plus récemment Julie Masquelier-Loorius, ont tenu pour acquis son existence en raison de l’existence même de ce relief.
Pour d’autres, comme Charles Maystre notamment, le fait qu’Ânkhefensekhmet prêtre de la XXIIe dynastie ait pu garder sur une aussi longue durée la généalogie de sa famille reste peu probable.

## Le pontificat memphite sousSéthiIer
Durant le règne de Séthi Ier il semble qu’il y ait eu trois grands prêtres de Ptah :
- Sokaremsaf
- Netjerouyhotep
- Ptahemnetjer

Les deux premiers sont attestés sur le relief de Berlin en tant que père et fils, tous deux associés au cartouche de Séthi Ier. Le troisième est connu par plusieurs documents qui proviennent soit de son tombeau soit de monuments qu’il a lui-même consacré. Il apparaît qu’il a surtout exercé son pontificat sous le règne de Ramsès II.